# Nowy Teatr im. Witkacego w Słupsku
Nowy Teatr im. Witkacego w Słupsku – słupski teatr dramatyczny reaktywowany w 2004 roku.

## Historia
Pierwszy zawodowy zespół w Słupsku działał od listopada 1946 do marca 1947 pod nazwami Teatr Miejski i Teatr Ziemi Słupskiej. W 1958 roku w Słupsku utworzono filię Bałtyckiego Teatru Dramatycznego im. Juliusza Słowackiego w Koszalinie, która funkcjonowała do maja 1976. W 1976 roku otwarto Teatr Muzyczny (w latach 1977–1978 jego dyrektorem był Maciej Prus), który w 1980 przekształcił się w Słupski Teatr Dramatyczny i Orkiestrę Kameralną. Instytucja w tym kształcie działała do kwietnia 1992 roku. Po kilku miesiącach utworzono nową, pod nazwą Orkiestra Kameralna i Teatr Impresaryjny, która w czerwcu 2005 roku została przekształcona w Polską Filharmonię Sinfonia Baltica. Słupski teatr dramatyczny reaktywowano pod nazwą Nowy Teatr w lipcu 2004 roku. Teatr posiada dwie sceny: Dużą (386 miejsc) oraz Małą (100 miejsc).
Spektaklem inaugurującym działalność słupskiej sceny dramatycznej była „Szalona Lokomotywa” według Stanisława Ignacego Witkiewicza, we wspólnej reżyserii Jana Peszka i Michała Zadary. Na deskach teatru reżyserowali m.in.: Jan Machulski, Waldemar Śmigasiewicz, Edward Żentara, Julia Wernio, Hanaa Abdel Fattah Metwaly, Grażyna Barszczewska, Stanisław Otto Miedziewski, Andrzej Maria Marczewski, Jacek Bunsch i Krzysztof Babicki.
Dyrektorami słupskich scen byli m.in.: Maciej Prus (1977–1978), Marek Weiss-Grzesiński (do 1981), Paweł Nowicki (od 1981), Roman Kordziński (1988–1992), Bogusław Semotiuk (2004–2007), Zbigniew Kułagowski (2007–2015). W 2016 na stanowisko Dyrektora Naczelnego i Artystycznego powołano Dominika Nowaka.

## Zespół artystyczny
| Sezon 2014/2015 | Współpracujący |
| --- | --- |
| - Bożena Borek - Igor Chmielnik - Paulina Fonferek - Adam Jędrosz - Jerzy Karnicki - Ireneusz Kaskiewicz - Krzysztof Kluzik - Hanna Piotrowska - Marta Turkowska | - Ewa Andruszkiewicz - Grażyna Barszczewska - Krzysztof Bauman - Agnieszka Brzeskot - Waldemar Czyszak - Alina Czyżewska - Agnieszka Grzybowska - Izabela Kała - Łukasz Konopka - Beata Olga Kowalska - Zbigniew Kozłowski - Emilia Krakowska - Wojciech Kuliński - Marta Kumik - Krzysztof Leszczyński - Michał Lewandowski - Katarzyna Z. Michalska - Stanisław Miedziewski - Rozalia Mierzicka - Mateusz Młodzianowski - Albert Osik - Tomasz Piątkowski - Wojciech Rogowski - Natalia Sikora - Wojciech Socha - Jan Stryjniak - Monika Węgiel - Marcel Wiercichowski - Leszek Żentara |